# Товаменсінг Тауншип (округ Карбон, Пенсільванія)
Товаменсінг Тауншип (англ. Towamensing Township) — селище (англ. township) в США, в окрузі Карбон штату Пенсільванія. Населення — 4427 осіб (2020).

## Демографія
Згідно з переписом 2010 року, у селищі мешкало 4477 осіб у 1674 домогосподарствах у складі 1298 родин. Було 1840 помешкань
Расовий склад населення:
| - 98,3 % — білих - 0,3 % — вихідців з тихоокеанських островів - 0,3 % — азіатів - 0,2 % — чорних або афроамериканців |

До двох чи більше рас належало 0,7 %. Частка іспаномовних становила 2,1 % від усіх жителів.
За віковим діапазоном населення розподілялося таким чином: 21,4 % — особи молодші 18 років, 63,3 % — особи у віці 18—64 років, 15,3 % — особи у віці 65 років та старші. Медіана віку мешканця становила 44,4 року. На 100 осіб жіночої статі у селищі припадало 104,4 чоловіків;  на 100 жінок у віці від 18 років та старших — 103,5 чоловіків також старших 18 років.
Середній дохід на одне домашнє господарство  становив 101 058 доларів США (медіана — 70 347), а середній дохід на одну сім'ю — 106 783 долари (медіана — 70 398). Медіана доходів становила 48 182 долари для чоловіків та 30 417 доларів для жінок. За межею бідності перебувало 2,1 % осіб, у тому числі 0,0 % дітей у віці до 18 років та 4,7 % осіб у віці 65 років та старших.
Цивільне працевлаштоване населення становило 2237 осіб. Основні галузі зайнятості: освіта, охорона здоров'я та соціальна допомога — 27,4 %, науковці, спеціалісти, менеджери — 12,2 %, роздрібна торгівля — 11,4 %.